# Severikirche (Otterndorf)

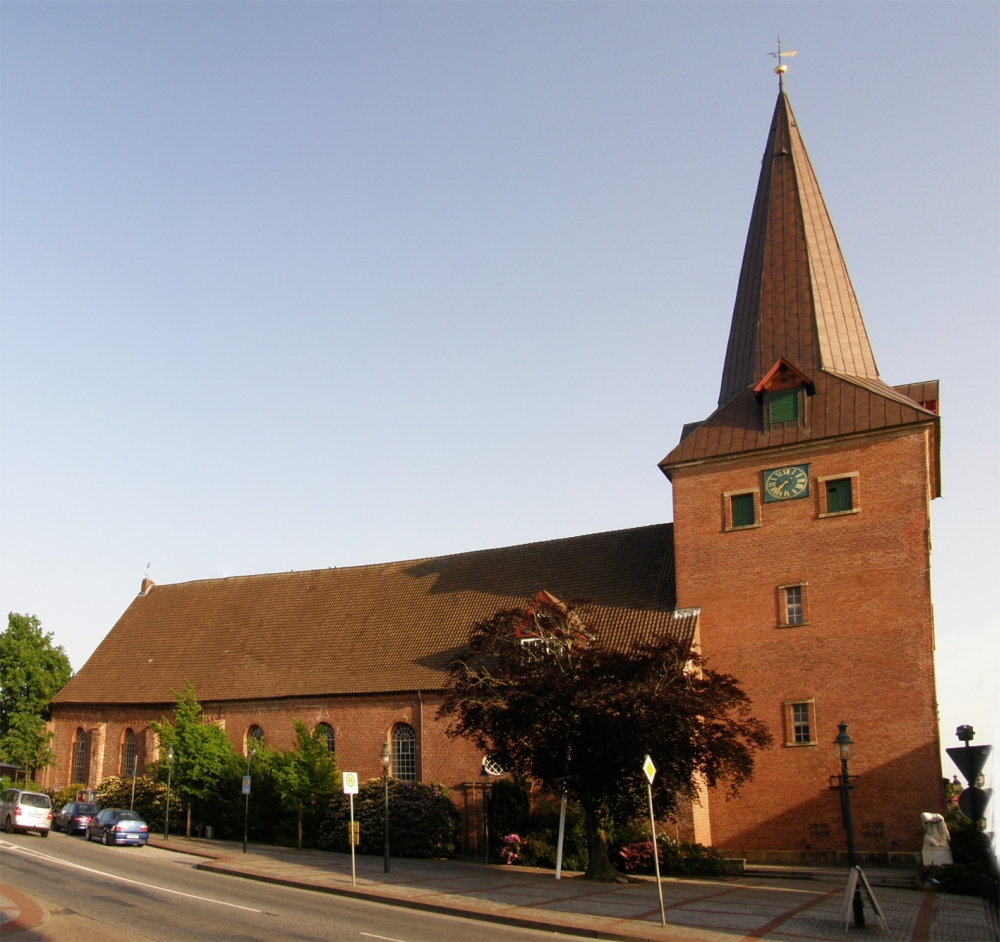
Severikirche in Otterndorf

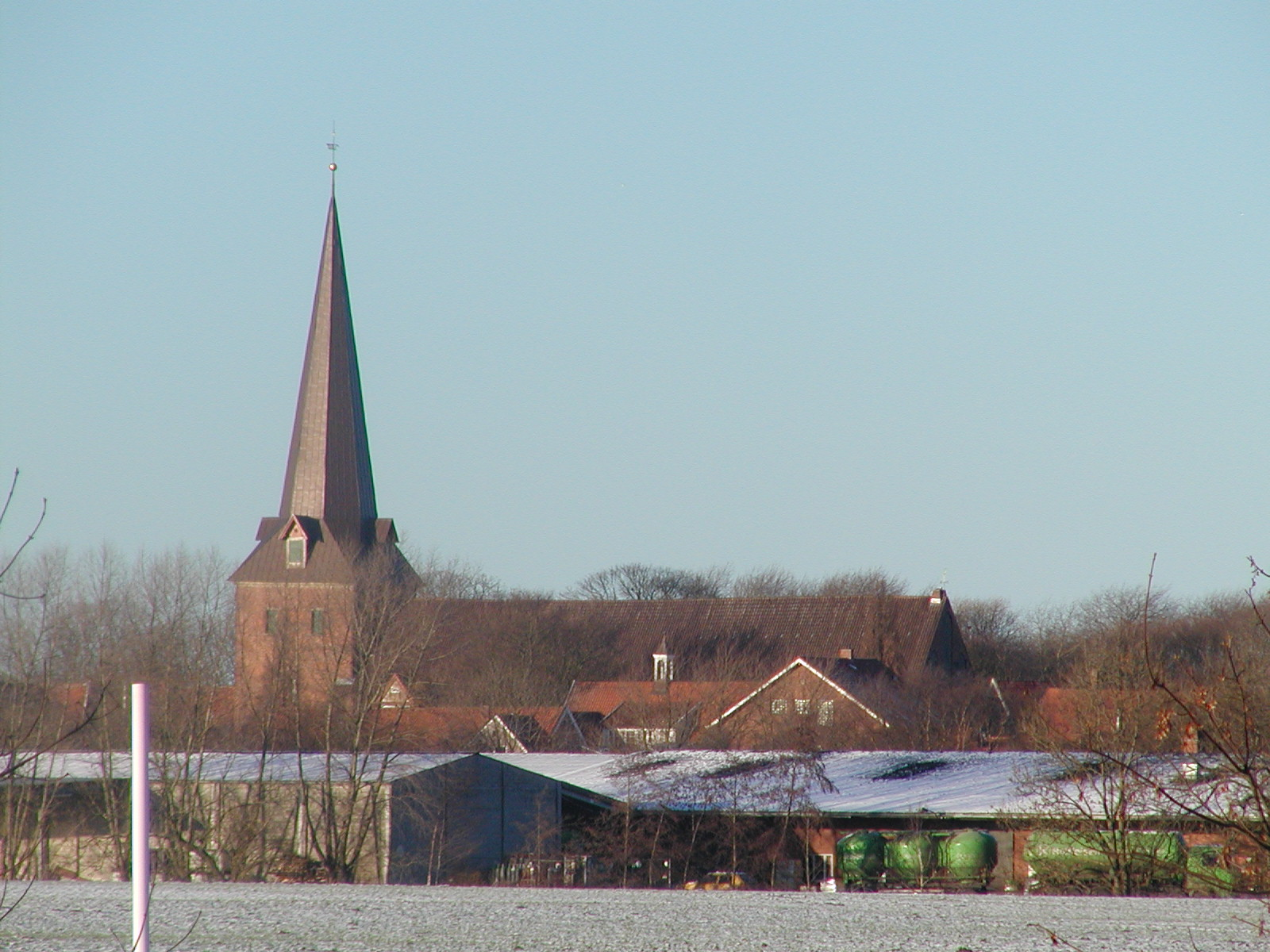
Severikirche („Bauerndom“) aus der Ferne

Die Severikirche in Otterndorf, der sogenannte Bauerndom, ist die größte Kirche in Hadeln und stammt wahrscheinlich in ihren ältesten Teilen aus der 2. Hälfte des 12. Jahrhunderts. Nach der Reformation um 1526 genoss die Kirchengemeinde Otterndorf durch eine eigene Hadelner Kirchenordnung große Privilegien. So war die Kirche von 1620 bis 1885 Sitz des Konsistoriums für das Land Hadeln, und die Superintendentur für das Hochland in Hadeln hatte bis 1976 ebenfalls ihren Sitz in Otterndorf. Der lang anhaltende Wohlstand Otterndorfs und des Landes Hadeln wird auch durch die reichhaltige Ausstattung der Kirche St. Severi wie auch der anderen Hadler „Bauerndome“ und weiteren großzügigen Kirchen der verschiedenen Kirchspiele deutlich.
Das Gebäude steht unter Denkmalschutz (siehe auch Liste der Baudenkmale in Otterndorf).

## Bauwerk
Aus den alten Grenzen des Kirchspiels – den Gemeindegrenzen zu den benachbarten Kirchspielen Altenbruch, Osterbruch sowie Neuenkirchen – wird ersichtlich, dass die Kirche zu Otterndorf schon im 11. Jahrhundert existiert hat. Nachweise finden sich aber erst im Jahre 1261 durch die Erwähnung Godefridus plebanus in Otterntorpe.
Durch die vielen Veränderungen in der Kirche ist nur eine ungefähre Datierung möglich. Da aber die Grundzüge des fünfachsigen Kirchenschiffs mit kleineren Fensteröffnungen etwa um 1300 Verwendung fanden, wird dieser Zeitraum angenommen.

### Kirchturm

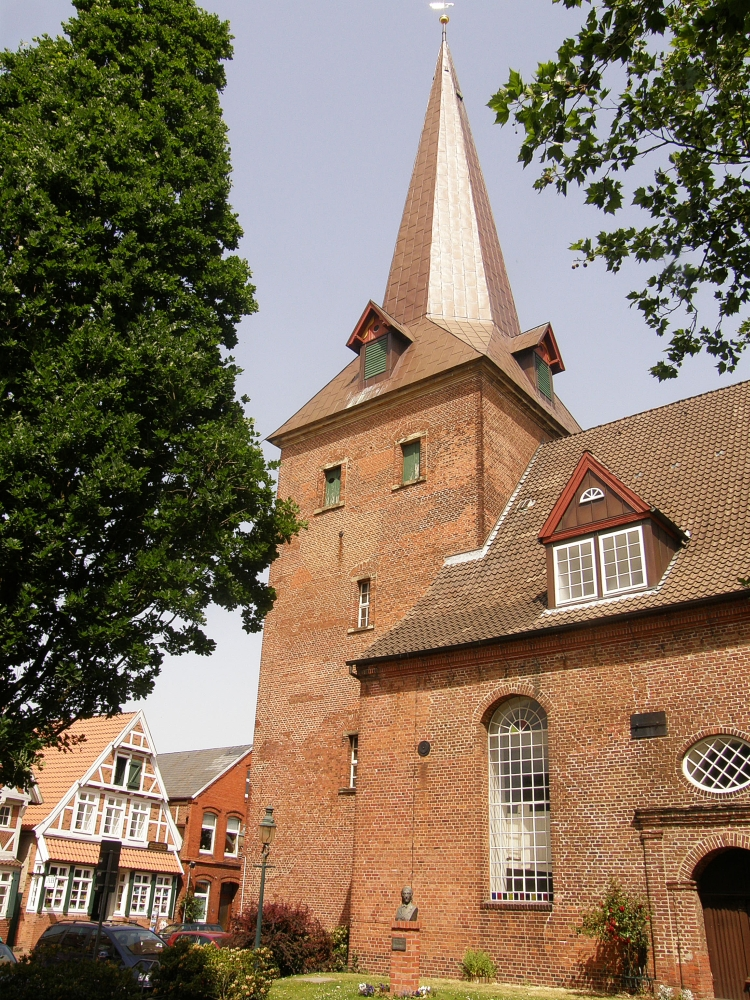
Kirchturm

Der westlich gelegene runde Kirchturm aus der Zeit um 1100 wurde 1556 abgerissen. Seinen Nachfolgeturm ereilte wegen Baufälligkeit im Jahr 1804 das gleiche Schicksal. In den Versen „An den Wind“ aus dem Jahr 1780 stand: „Auch unser krummer Kirchturm, mein Nachbar, hat nicht gerne Sturm: Sonst fällt das alte Übel noch gar auf meine Giebel“. Verfasser dieser Verse war der Rektor der Lateinschule und Gelehrte Johann Heinrich Voß.
Der heutige Turm stammt aus dem Jahr 1807, gebaut – damals ohne Spitze – vom Maurermeister Chr. Mebelung. Wegen der fehlenden Spitze konnte er von 1837 bis 1850 als optischer Telegraf genutzt werden (für die Linie Cuxhaven–Stade–Hamburg); die Otterndorfer nutzten den Kirchturm auch als Wasserturm. 1876 erhielt er einen 48 Meter hohen Turmhelm.
Bei Renovierungen im Jahre 1974 entdeckte man einen aus Backstein gemauerten Gang. Welchen Zweck dieser bis zur Medem führende Gang tatsächlich hatte, ist nicht geklärt; vermutlich nutzten ihn die Kirchgänger aus Pedingworth und anderen, an der Medem gelegenen Orten, die per Boot zur Messe kamen. Dagegen spricht allerdings, dass ein „Flanieren“ vor dem Kirchgang so nicht möglich war. Nach alten Aufzeichnungen war die Kirche im Mittelalter Zentrum verschiedener unterirdischer Gänge. Ein weiterer soll zum ehemaligen Kloster (später das Haus des Kaufmannes Cent) führen, ein anderer zu einem Kellerverlies im „Sparniechtschen Haus“ in der direkten Nachbarschaft der Kirche.

### Hallenchor
Der heutige Hallenchor mit den drei zu drei Jochen wurde nach Aufzeichnungen 1585 gebaut. Diese Jahreszahl erweist sich bei näherer Betrachtung allerdings als falsch, denn anderen Aufzeichnungen zufolge diente der Otterndorfer Hallenchor als Vorbild für den Altenbrucher Chor, der 1494 gebaut wurde.
Die Gruppe von architektonisch gleichen Hallenchören, zu denen auch die Chöre von Dorum (gebaut um 1510) und Lüdingworth (gebaut um 1520) gehören, musste bereits 1609 repariert (Altenbruch) bzw. von Grund auf erneuert werden (Lüdingworth im Jahre 1720). Es ist anzunehmen, dass es sich um große Instandsetzungen handelte. Dafür spricht auch die etwas einfachere Form des Otterndorfer Hallenchors, der eher 100 Jahre früher anzusiedeln ist.
Um 1740 wurde das Kirchenschiff grundlegend renoviert bzw. repariert, so dass einige Texte von einem Neubau sprachen; aber nach heutiger Ansicht wurden die Wände nur mit Backsteinen verkleidet, nachdem die Fenster vergrößert worden waren. Das erklärt die spätromanisch-frühgotischen Portale und eine Wandstärke von 1,25 Metern.

## Ausstattung

### Altar

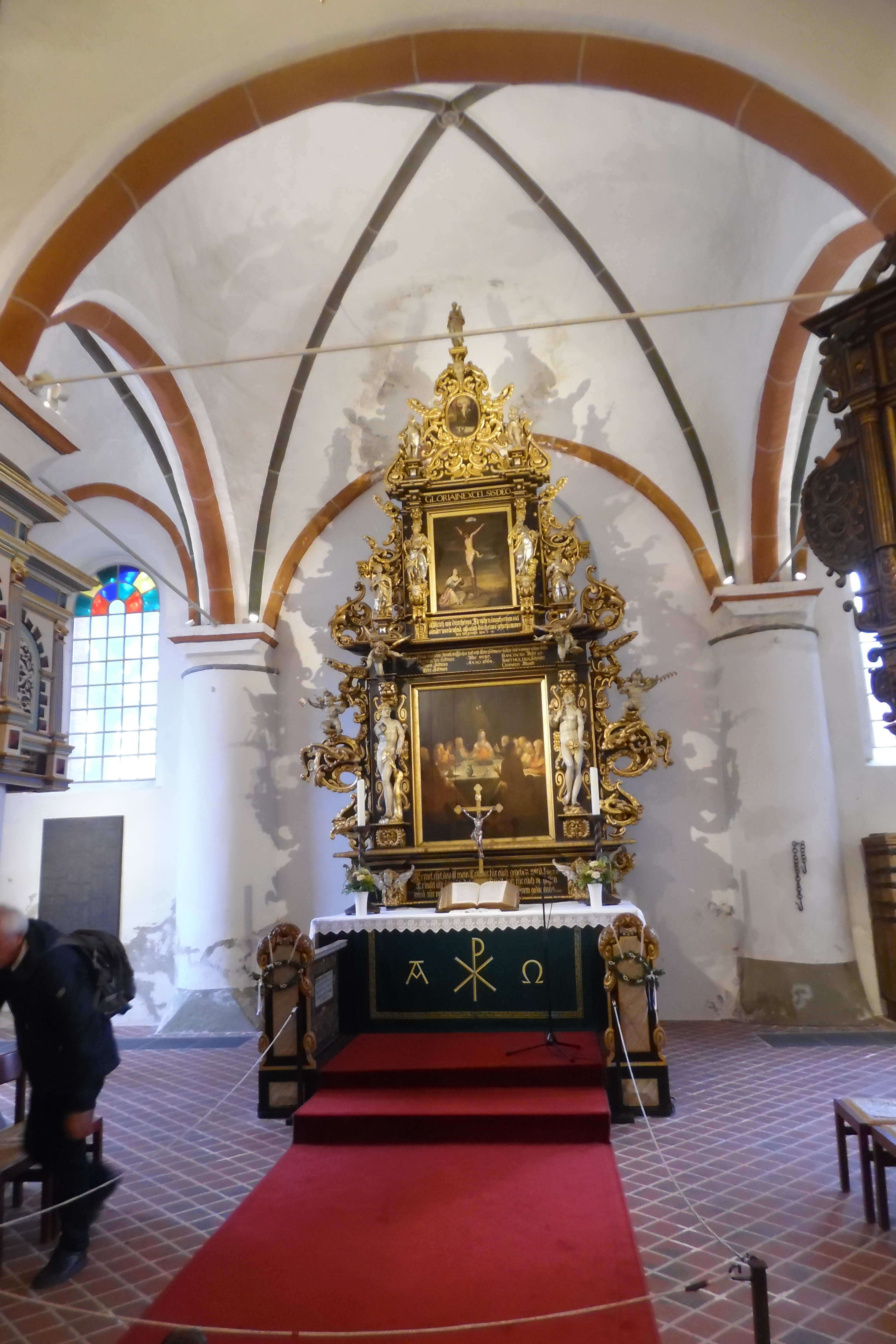
Altar

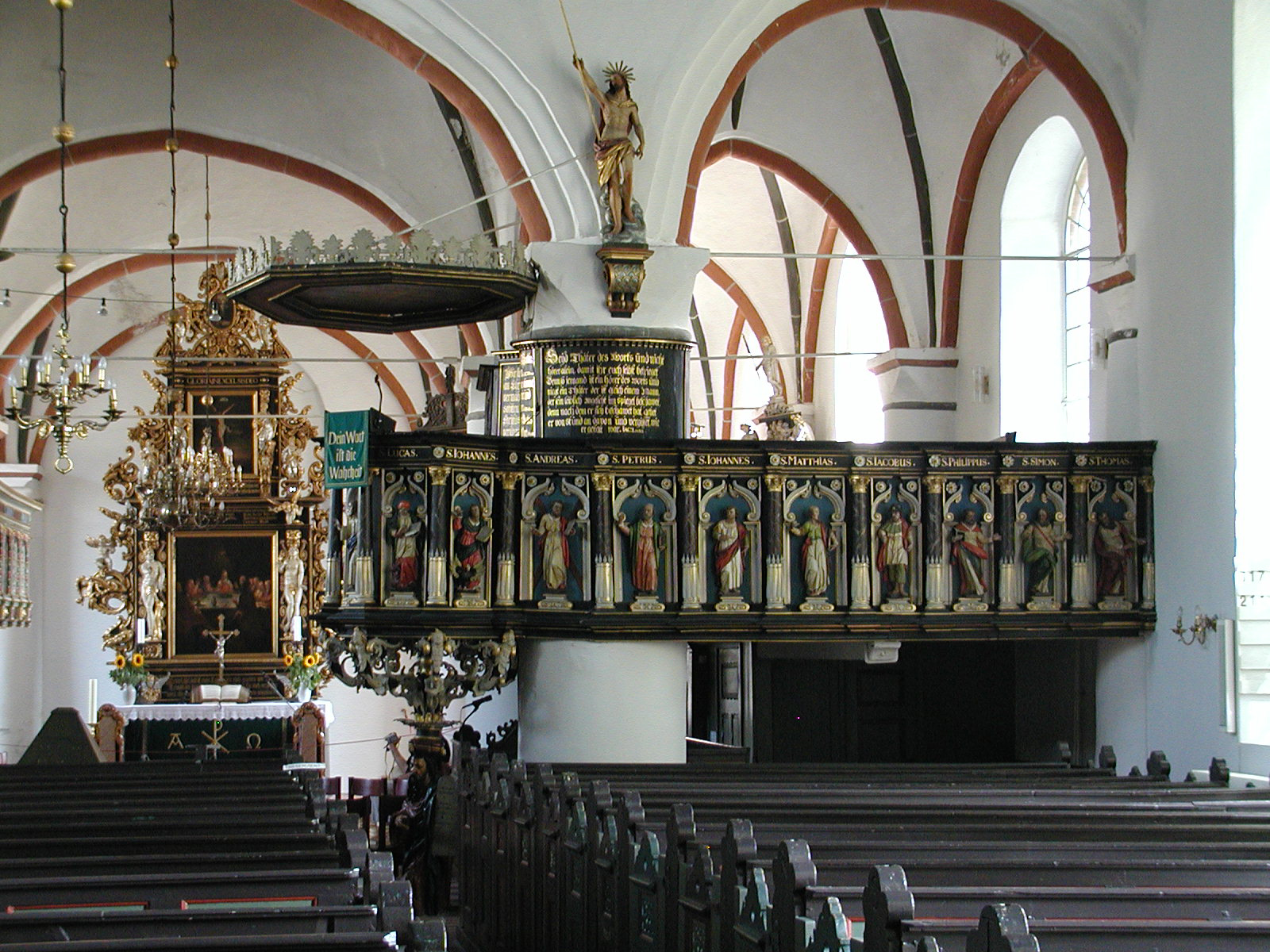
Altar und Kanzel

Der zweigeschossige, reich verzierte Barockaltar mit dem Bild des heiligen Abendmahls und einem Kreuzigungsbild mit Maria unter dem Kreuz wird von reichen Ornamenten und Putten eingerahmt. Vergleiche mit dem Altar im Dom zu Ratzeburg von 1629 und dem Epitaph für den Herzog August von Sachsen-Lauenburg von 1649 lassen den Künstler Gebhard Jürgen Titge als Baumeister vermuten.

### Kanzel
Die Kanzel ist mit einer Empore verbunden, der Kanzelkorb ruht auf der Trägerfigur Moses, der die Gesetzestafeln in der Hand trägt. An der östlichen Brüstung sind die Künstler des Werkes und die Auftraggeber genannt. Der Figurenschnitzer war „M. Jürgen Krübeln/Bildthawer in der Gluckstatt“, der in seinem Sterbejahr 1644 dieses Werk schuf. Der Glückstadter Bildhauer Jürgen Kriebel schuf auch die Kanzel des Bremer Doms, deren Fassung allerdings nicht erhalten ist. Die Kanzel der Severikirche  wurde 1659 von dem hamburgischen Schildermaler Erich Schröder farbig gestaltet.

### Prieche
Eine Prieche, wie die abgesonderten Sitzplätze für Amtsträger oder Honoratioren genannt werden, mit der Darstellung biblischer Gestalten wurde 1661 vom Bildschnitzer Jürgen Heitmann dem Jüngeren geschaffen, kurz nachdem er sich in Otterndorf niedergelassen hatte.
Der Name Jürgen Heydtmann, teilweise auch mit „i“ geschrieben, ist im Hadler Raum bekannt, da er in einigen Hadler Kirchen tätig war. Sein Vater gleichen Namens stammte aus Wilster in Dithmarschen.
Die Stifter, Eheleute Hey und Anna Go(o)s, deren Wappen auf der Rückwand unter der Kreuzigungsgruppe zu sehen ist, gehörten dem Schifferstand an und waren zu einigem Wohlstand gekommen. Die Prieche stand früher in der Südostecke des Chores und diente dort als kleine Sakristei.

### Taufbecken

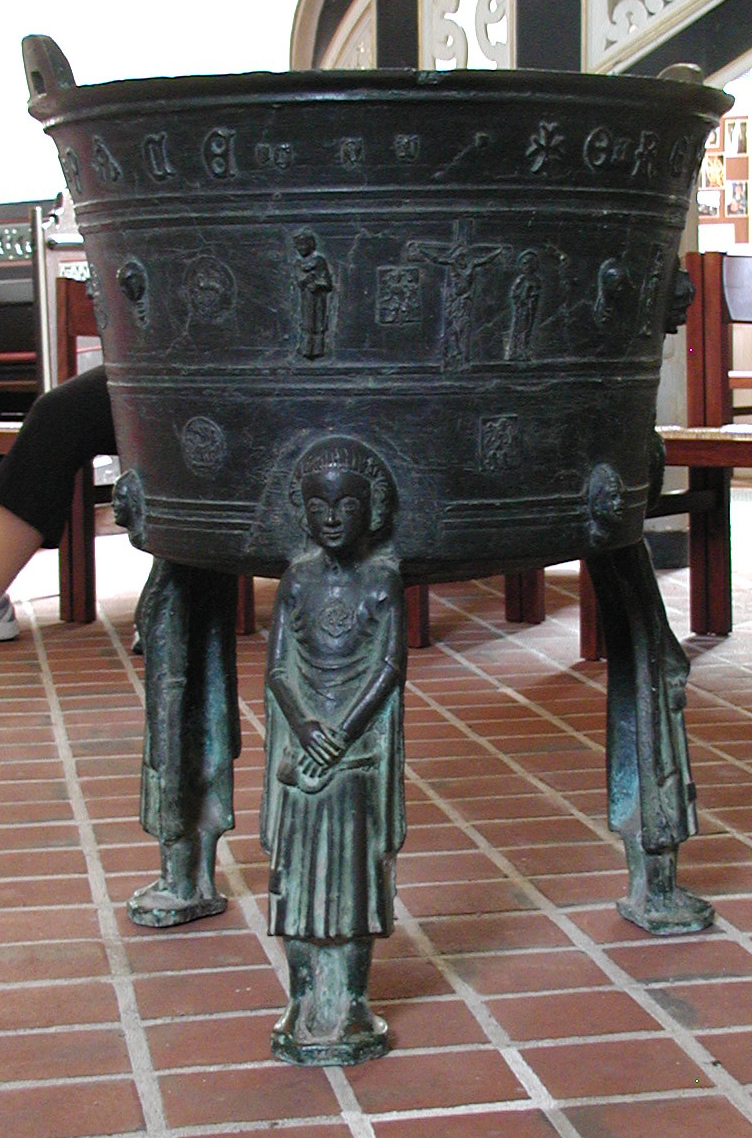
Taufbecken

Der bronzene Taufkessel aus der Mitte des 14. Jahrhunderts ist ein sogenannter Dreiträgertyp. Das für die Volltaufe bemessene Becken wird von drei Jünglingen getragen.
Die Ähnlichkeit mit den Taufbecken in Bramstedt, Hollern, Beidenfleth und Kellinghusen deutet auf dieselbe Werkstatt, zumindest aber auf eine enge Verwandtschaft der Werkstätten hin. Die Form der Jünglinge, die Schriftgestaltung und die Reliefdarstellung der durch Schnüre unterteilten Kesselwandung lassen darauf schließen.

### Gestühl
Das Gestühl der Kirche stammt aus dem 18. Jahrhundert und musste von den Otterndorfer Kirchenbesuchern selbst bezahlt werden. Dafür durften sie ihre Freude am Gestalten des Platzes frei entfalten. Diese verschiedenen Gestaltungen, vielmehr die Bemalung der Banklehnen und -wangen, sind heute nur noch an einer kleinen Stelle am äußeren Gang der Südseite zu sehen. Der Rest ist in der Vergangenheit einheitlich überstrichen worden, die alte Bemalung wurde probehalber freigelegt.

### Stollenschrank
Der viertürige, mit eisernen Bändern beschlagene und mit kunstvollen Schlössern versehene Stollenschrank des 13. Jahrhunderts ist ein seltenes Exemplar aus der Frühgotik. In ihm wurden die kostbaren Kleinode sowie die Gelder der Kirche aufbewahrt.

### Degen

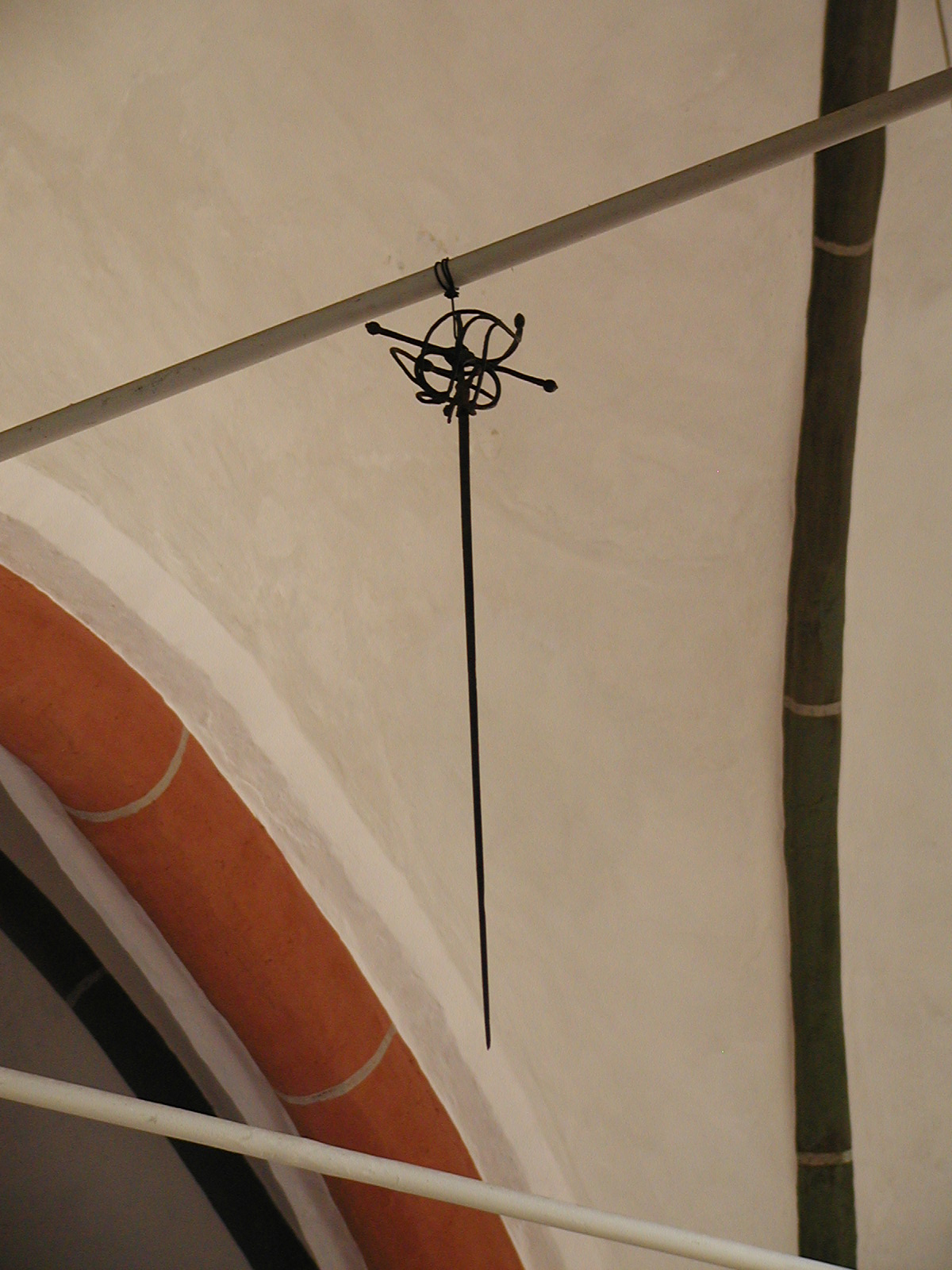
Degen

In der Kirche hängt ein alter Degen (Rapier). Er ist Gegenstand einer Sage aus der Zeit der Hexenverbrennungen in Otterndorf:
In dieser Sage geht es um einen Otterndorfer namens Macke. Er war Ritter und Dienstmann bei einem mitteldeutschen Fürsten. Außerhalb vom Land Hadeln wurde er durch seine Taten sehr bekannt. Zu Hause allerdings wurde seine Mutter der Hexerei angeklagt und schuldig gesprochen; sie sollte auf dem Scheiterhaufen, der am Osttor auf dem Galgenberg errichtet wurde, den Tod finden. Durch einen Zufall erfuhr der Sohn von diesem Urteil und eilte aus der Ferne zum Herzog von Lauenburg, dem das Land Hadeln unterstand, um eine Begnadigung zu erwirken. Der Fürst kannte den Ritter Macke und seine Verdienste und schrieb die Begnadigung ohne Zögern. Mit der Begnadigung in der Hand eilte der Ritter Otterndorf entgegen, aber als er schon den Turm der Kirche von Otterndorf sah, begegneten ihm viele Bewohner der umliegenden Dörfer, die aus Otterndorf kamen, wo sie sich das Schauspiel einer Hexenverbrennung angesehen hatten. Es war seine Mutter, die dort verbrannt worden war. Aus Ekel vor der Welt, aus Schmerz und Verzweiflung, zu spät gekommen zu sein, stieß er sich seinen Degen in die Brust.
Die Bürger von Otterndorf hängten den blutgetränkten Degen zum Andenken an den Ritter Macke im Chor der Kirche auf, dessen Mutter sie – ungeachtet seiner Taten für seine Heimat – verbrannten. Dies soll die letzte Hexenverbrennung der Gegend gewesen sein.

## Orgel

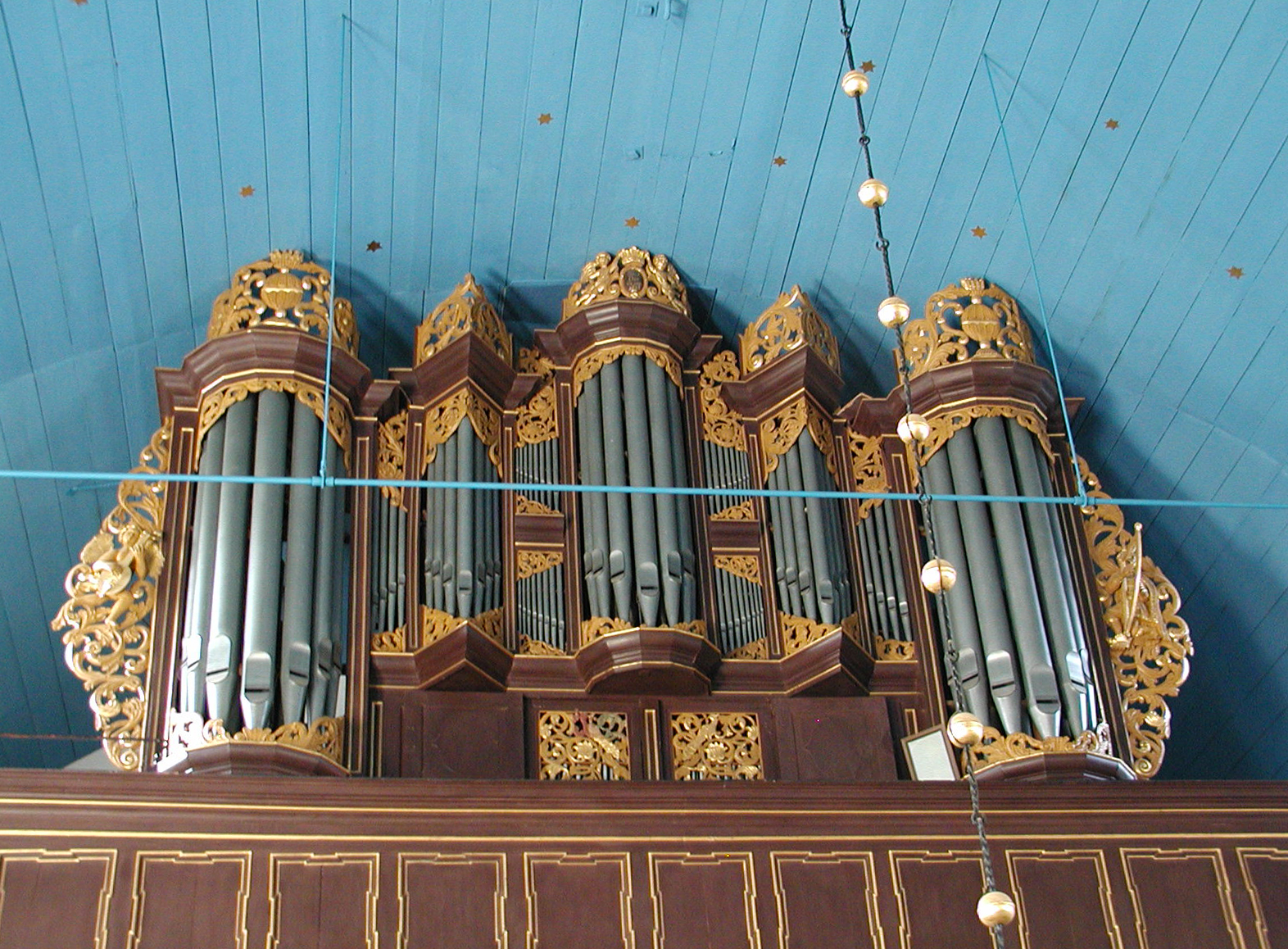
Orgelprospekt (vor der Restaurierung 2022–2024)

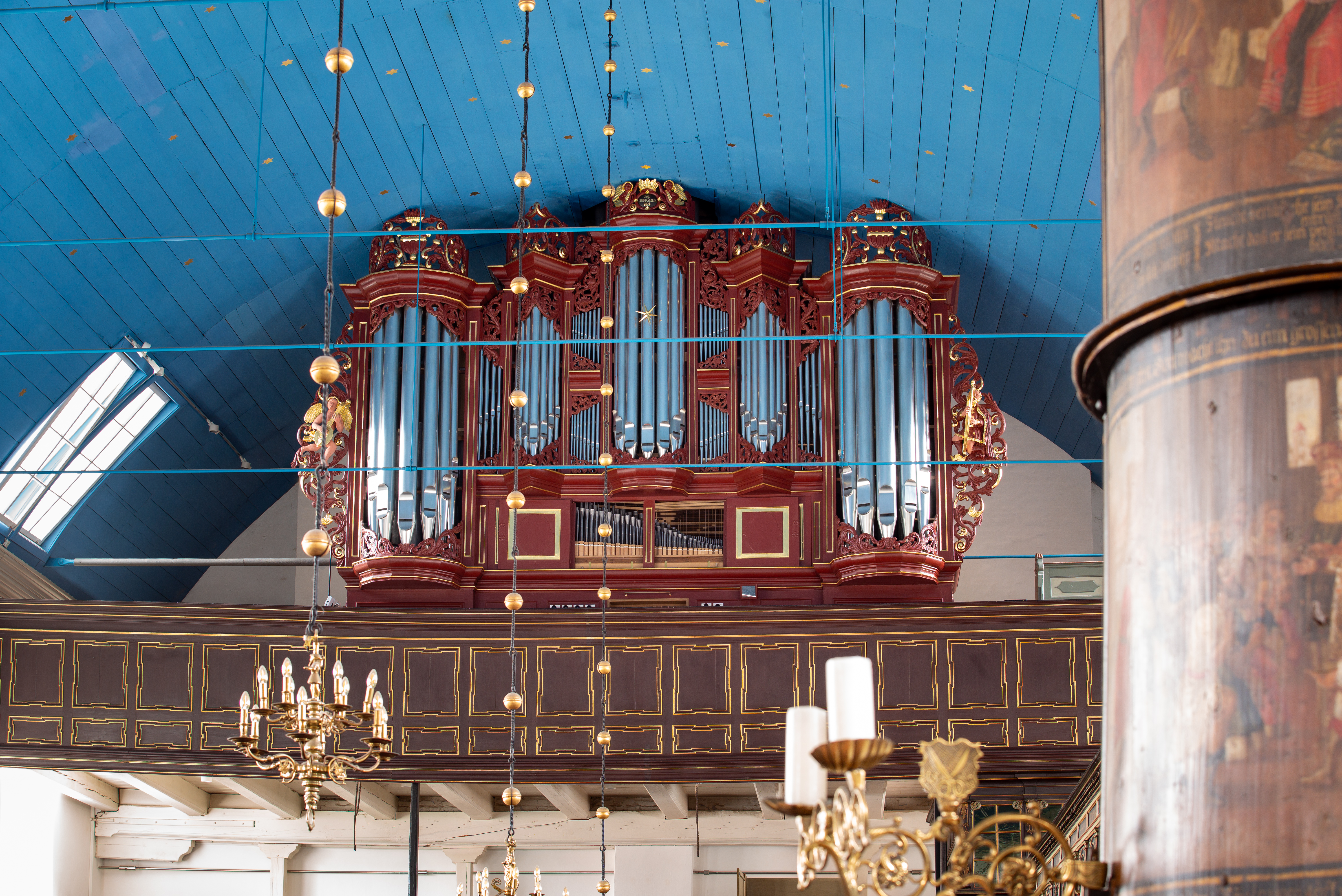
Orgelprospekt (nach der Restaurierung)

Die erste Orgel wurde 1553 vom Buxtehuder Orgelbauer Matthias Mahn gebaut, dann im Jahre 1596 von Antonius Wilde um- bzw. neugebaut, und um 1662 wurden weitere Änderungen von dem Hamburger Orgelbauer Hans Riege durchgeführt.
1741–1742 baute Dietrich Christoph Gloger die Orgel mit 46 Registern auf drei Manualen und Pedal neu auf, unter Verwendung von Pfeifenwerk aus 23 Registern des Vorgängerinstruments. Mit ihren insgesamt 2676 Pfeifen war sie damals und ist bis in die heutige Zeit die größte Barockorgel im Elbe-Weser-Dreieck sowie eine der bedeutendsten in der Evangelisch-lutherischen Landeskirche Hannovers. Das unter Denkmalschutz stehende Instrument steht auf der oberen Westempore.
Im 19. Jahrhundert wurden einige Register durch solche ersetzt, die stärker dem Zeitgeschmack entsprachen. Die originalen Pfeifen im Prospekt wurden 1916 an die Rüstungsindustrie abgeliefert. Ein schwerwiegender Eingriff in die historische Substanz erfolgte 1936, als die Firma P. Furtwängler & Hammer die Orgel auf unsachgemäße Weise renovierte, so dass nur noch 21 historische Register aus Renaissance und Barock erhalten blieben. Dabei kamen minderwertige Materialien zum Einsatz, Pfeifen wurden verkürzt und wenig fachgerecht repariert sowie durch unpassende Register ergänzt. 1978 erfolgte eine Sanierung der Windladen durch die Werkstatt Alfred Führer, 2013 eine erweiterte Wartung und Stabilisierung durch Orgelbau Steinhoff.
Zuletzt war die Orgel in einem durch Schimmel und durch die Maßnahmen von 1936 stark beeinträchtigtem Zustand und bedurfte einer umfassenden Rekonstruktion nach modernen denkmalpflegerischen Standards. Im Januar 2022 wurde die Orgel daher abgebaut und zur Restaurierung in die Werkstatt von Hendrik Ahrend gebracht, wo sie innerhalb von zweieinhalb Jahren auf den ursprünglichen Zustand zurückgeführt wurde. Die Wiedereinweihung erfolgte in einem Gottesdienst am 20. Oktober 2024 durch Regionalbischof Hans-Christian Brandy und Regionalkantor Kai Rudl. Die Kosten für die Sanierung beliefen sich auf 1,8 Millionen Euro, die durch die Evangelische Landeskirche, die Deutsche Stiftung Denkmalschutz, Fördertöpfe und private Spenden, unterstützt von einem Förderverein, aufgebracht wurden.
Die Disposition lautet wie folgt:
| I Hauptwerk C–c3 |                  |        |        |
| 1.               | Quintadena       | 16′    | G      |
| 2.               | Principal        | 8′     |        |
| 3.               | Gedact           | 8′     | H      |
| 4.               | Octav            | 4′     | G      |
| 5.               | Gedact           | 4′     | G      |
| 6.               | Quint            | 2 ⁄3′  | G      |
| 7.               | Octav            | 2′     | G      |
| 8.               | Tertian II       | 3 1⁄5′ |        |
| 9.               | Rauschpfeiff II0 |        |        |
| 10.              | Mixtur IV        |        | H      |
| 11.              | Trommet          | 16′    | 0tw. H |
| 12.              | Trommet          | 8′     |        |

| II Hinterwerk C–c3 |                 |       |    |
| 13.                | Bartpfeiff      | 8′    |    |
| 14.                | Quintadena      | 8′    | 0G |
| 15.                | Octav           | 4′    | G  |
| 16.                | Spitzfloit      | 4′    | H  |
| 17.                | Quint           | 2 ⁄3′ | G  |
| 18.                | Octav           | 2′    | G  |
| 19.                | Siffloit        | 1 ⁄3′ |    |
| 20.                | Sexquialtera II |       |    |
| 21.                | Mixtur IV       |       |    |
| 22.                | Fagott          | 16′   |    |
| 23.                | Vox humana0     | 8′    |    |
| 24.                | Schalmey        | 4′    |    |

| III Brustwerk C–c3 |                  |       |    |
| 25.                | Gedact           | 8′    | 0H |
| 26.                | Rohrfloit        | 4′    | H  |
| 27.                | Nasat            | 2 ⁄3′ |    |
| 28.                | Octav            | 2′    | G  |
| 29.                | Waldfloit        | 2′    |    |
| 30.                | Gemshorn         | 2′    |    |
| 31.                | Sexquialtera II0 |       |    |
| 32.                | Cimbel II        |       |    |
| 33.                | Krumphorn        | 8′    |    |
| 34.                | Trechterregal    | 8′    |    |

| Pedal C–d1 |            |        |        |
| 35.        | Principal  | 16′    |        |
| 36.        | Subbass    | 16′    | H      |
| 37.        | Octav      | 8′     | H      |
| 38.        | Octav      | 4′     | G      |
| 39.        | Nachthorn  | 2′     |        |
| 40.        | Tertian II | 3 1⁄5′ |        |
| 41.        | Mixtur III |        |        |
| 42.        | Posaun     | 16′    | 0tw. H |
| 43.        | Dulcian    | 16′    |        |
| 44.        | Trommet    | 8′     | tw. H  |
| 45.        | Trommet    | 4′     |        |
| 46.        | Cornet     | 2′     |        |

- Koppeln: II/I, III/I
- Spielhilfen:
  - 4 Ventiele
  - 2 Tremulanten: II, III/I
  - Cimbelstern
- Anmerkungen:

H = historisches Pfeifenmaterial aus dem 16.–18. Jahrhundert, u. a. von Antonius Wilde (1596) und Hans Riege (1662)
G = Register von Gloger (1741–42)

## Glocken
Die Marienglocke ist die älteste Glocke des Geläuts und wurde 1450 von Ghert Klinghe aus Bremen gegossen. Ihre Inschrift lautet: Anno dni mccccl maria bin ick ghehetten / de von atrendorpe hebbet mi laten geten + / help got ut not nicht unsser den dot / hans biberholt greve des landes, und am unteren Schriftband: defunctos plango vivos voco fulgora frango / vox mea vox vite voco vos sacra venite / god gheve siner sele rat ghert klinghe de mi ghe gote had. Auf ihr sind die heilige Muttergottes mit Kind sowie der heilige Severus abgebildet.
Die beiden anderen Glocken aus dem Jahre 1952 wurden in der Glocken- und Kunstgießerei Rincker gegossen. Sie sind den Toten der beiden Weltkriege gewidmet. Ihre Vorgängerinnen waren 1889 sowie 1927 gegossen und während des Zweiten Weltkriegs für Rüstungszwecke eingeschmolzen worden.
Das Geläut ist auf die Schlagtöne d1, f1 und g1 gestimmt.